# Gerrit François Makkink
Gerrit François Makkink (Zutphen, 26 september 1907 - Wageningen, 5 januari 2006) was een Nederlands etholoog, hydroloog en landbouwkundige.
Hij studeerde biologie aan de Rijksuniversiteit Utrecht. Tijdens zijn studie verrichtte hij onderzoek op het toen nog jonge vakgebied van de ethologie. Hij richtte zich op het gedrag van enkele vogelsoorten, en had hierover intensief contact met de latere Nobelprijswinnaar Niko Tinbergen. Samen met W. H. van Dobben bestudeerde hij de vogeltrek. De verzamelde data maakten het mogelijk een controverse rond dit onderwerp op te lossen. In 1936 beschreef hij als eerste overspronggedrag (bij kluten). Dit begrip werd later (1940) door Tinbergen formeel geïntroduceerd. Daarna was hij enige tijd (1936-1945) werkzaam als leraar. Vanaf 1946 was hij onderzoeker op het Centraal Instituut voor landbouwkundig onderzoek (CILO), daarna bij het Instituut voor biologisch en Scheikundig Onderzoek voor Landbouwgewassen (IBS) in Wageningen. Zijn onderzoek richtte zich op het grensgebied tussen plantenfysiologie, landbouwkunde, hydrologie en bodemfysica. Uit die tijd stamt zijn verdampingsformule die sinds 1987 in Nederland als een standaard referentie-gewasverdamping door het KNMI wordt gebruikt. Zie ook evaporatie.
Hij kan worden gekarakteriseerd als een idealist en een wereldverbeteraar (in de goede zin van het woord). Als jonge man weigerde hij in de jaren 20 militaire dienst, wat in die tijd een vrij zeldzaam verschijnsel was. Zijn vervangende dienst deed hij bij het Bureau voor Statistiek. Als voorvechter van het Montessori-onderwijs was hij betrokken bij de oprichting van het Montessori Lyceum in Rotterdam. Hij was overtuigd Esperantist, en vertaalde zijn wetenschappelijk werk in het Esperanto of gaf in die taal een samenvatting. Sinds 1990 zette hij zich met veel energie in voor een rigoureuze spellingshervorming, die echter weinig weerklank vond. Zijn kritiek op de Nederlandse spelling formuleerde hij in puntdichtstijl naar zijn grote voorbeeld Kees Stip. Ook bleef hij tot op hoge leeftijd actief betrokken bij discussies rond het ornithologisch onderzoek.